# Dysgonia lilacea
Dysgonia lilacea  là một loài bướm đêm thuộc họ Erebidae. Nó được tìm thấy ở New Guinea.